# Magda (DJ)

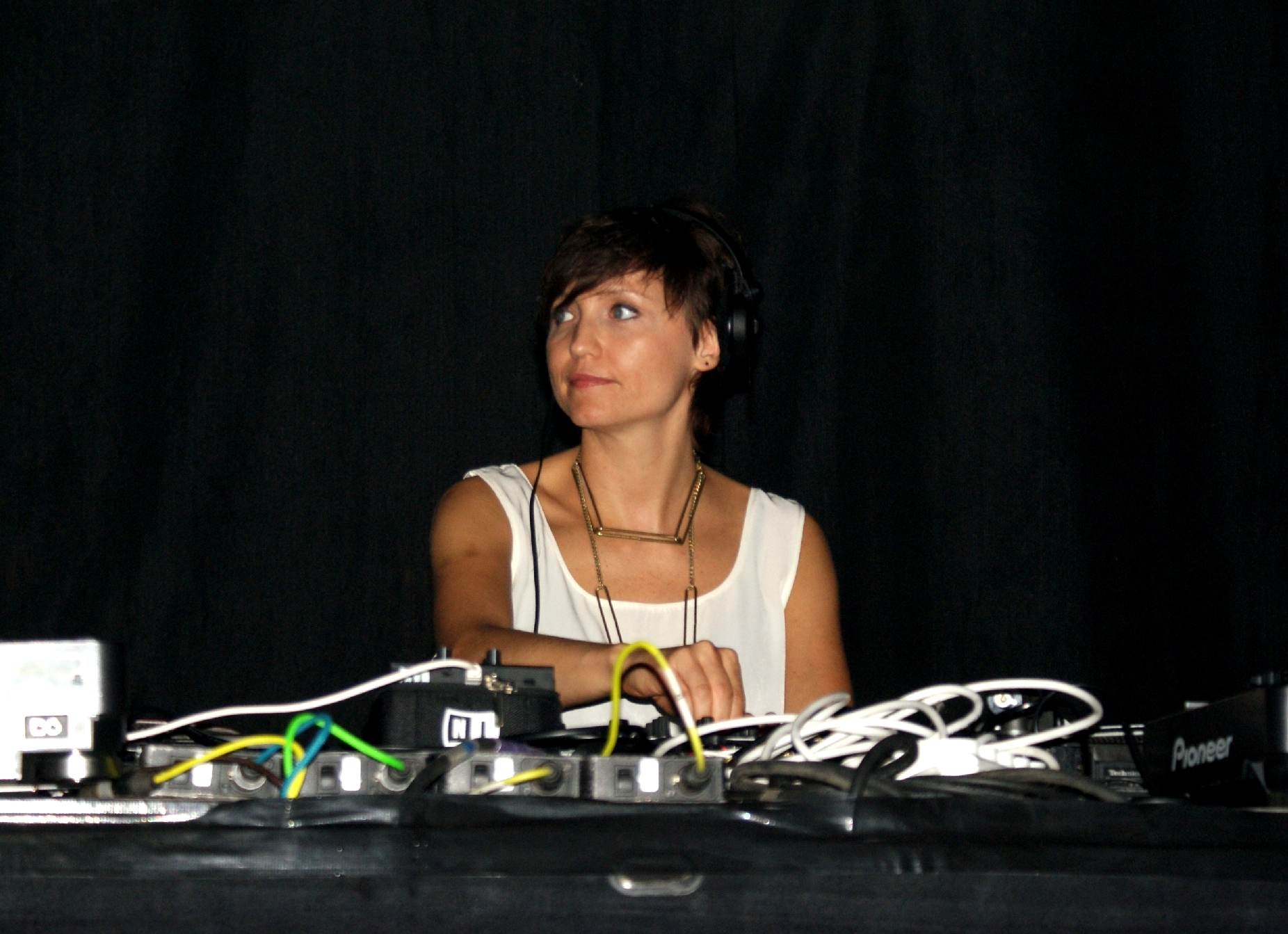
Magda beim Audioriver Festival 2010 im polnischen Płock

Magda (* 1975 in Żywiec, Polen; eigentlich Magdalena Chojnacka) ist eine international tätige DJ und Musikproduzentin, die vor allem durch ihre Veröffentlichungen im Bereich des Minimal Techno bekannt wurde.

## Leben
Magda wurde im polnischen Żywiec geboren und zog 1986 im Alter von elf Jahren mit ihren Eltern in die Vereinigten Staaten. Während ihrer Zeit auf dem College erlag sie der Faszination des DJings und begann ihre DJ-Karriere 1996. Im Jahr 2003 erschienen die ersten Produktionen als Teil der Gruppe Run Stop Restore, die neben Magda aus Marc Houle und Troy Pierce besteht.
Bekannt wurde Magda vor allem durch ihre Produktionen auf Richie Hawtins Label M_nus, auf dem unter anderem im Jahre 2006 die Mix-Compilation She’s a Dancing Machine erschien. Das aus 72 Tracks bestehende Album erreichte beim Raveline Readers Poll den 6. Platz in der Kategorie Best Album 2006.
Sie arbeitete lange Zeit mit Richie Hawtin zusammen in Berlin.
Jedoch verließ die „Queen of Minimal“ im Jahr 2011 ihre langjährige Wirkungsstätte M_nus und kehrte somit auch ihrem Mentor Richie Hawtin den Rücken, um zusammen mit Marc Houle und Troy Pierce ihr eigenes Label Items & Things zu gründen.

## Diskografie (Auswahl)

### Alben und Mix-Compilations
- 2006: Magda – She's A Dancing Machine (M_nus)
- 2009: Magda – Fabric 49 (Fabric London)
- 2010: Richie Hawtin Featuring Magda & Troy Pierce – Making Contakt (M_nus)
- 2010: Magda – From The Fallen Page (M_nus)

### Singles und EPs
- 1999: Detroit Grand Pubahs / Run Stop Restore / MAS 2008 – The Mad Circus E.P. (Throw)
- 2004: Run Stop Restore – Geometry (M_nus)
- 2005: Magda – Stop (M_nus)
- 2009: Click Box vs Run Stop Restore – Helen In The Keller (M_nus)

### Remixes
- 2004: DJ Minx – A Walk In The Park (Word Em Up Remix) (M_nus)
- 2005: Slacknoise – Wanda's Wig Wax (Magda Wax It Up Mix) (Underl_ne)
- 2006: Anja Schneider & Sebo K – Side Leaps (Magda Remix) (Mobilee)
- 2007: Louderbach – Reflected (Liquid Acid Remix) (Underl_ne)
- 2009: Depeche Mode – Wrong (Magda's Scallop Funk Remix) (Capitol Records)